# František Švec (chemik)
František Švec (* 3. září 1943 Kladno) je český chemik a vysokoškolský pedagog, v letech 2003–2017 prezident Kalifornské společnosti pro separační vědu.

## Život a dílo
Absolvoval Vysokou školu chemicko-technologickou v Praze, kde pak získal i titul CSc. v oboru chemie polymerů a na katedře polymerů pracoval téměř deset let. Od roku 1976 byl 16 let pracovníkem Ústavu makromolekulární chemie, kde také získal titul Dr.Sc. 
V roce 1992 byl pozván do USA, kde působil nejprve na Cornellově univerzitě v Ithace a potom od roku 1997 na Kalifornské universitě v Berkeley, kde se stal profesorem. Současně byl vedoucím oddělení organické a makromolekulární chemie v Lawrencově Národní laboratoři v Berkeley a působil také jako hostující profesor na dalších univerzitách, mj. v rakouském Innsbrucku (2003–2006),  v jihokorejském Institutu vědy  a technologie  v Gwangju (2013–2017) a na čínské Pekingské univerzitě chemické technologie (2013–2017).
V roce 2017 se prof. Švec vrátil do Česka a zapojil se do projektu STARSS na Farmaceutické fakultě Univerzity Karlovy v Hradci Králové.
Zabýval se především porézními polymery, známým se stal vynálezem porézních polymerů ve formě monolitů a vývojem jejich aplikací. Vyvinul např. speciální materiál pro separaci a analýzu chemických látek, který se využívá při kontrole znečištění vody nebo při výrobě léků a vakcín.
Profesor Švec pravidelně publikuje ve významných časopisech a je nejcitovanějším pracovníkem Univerzity Karlovy a čtvrtým nejcitovanějším vědcem v České republice.

### Ocenění
- v roce 2018 obdržel od VŠCHT Medaili Emila Votočka[6]
- v roce 2022 mu udělil Ústav analytické chemie AV ČR Cenu Jaroslava Janáka za rozvoj analytické chemie[5]
- v roce 2023 obdržel Cenu Neuron v oboru chemie za celoživotní přínos vědě[7][8]